# Theodorus van der Croon
Theodorus van der Croon (ur. 7 czerwca 1668, zm. 9 czerwca 1739) – duchowny holenderski, arcybiskup Utrechtu Rzymskokatolickiego Kościoła Starobiskupiego Kleru w latach 1733–1739.

## Życiorys
Theodorus van der Croon był wieloletnim proboszczem parafii rzymskokatolickiej w Goudzie. Na początku XVIII wieku należał do trzystu najaktywniejszych obrońców arcybiskupa Sebasty, Petrusa Codde w jego konflikcie ze Stolicą Apostolską.
22 lipca 1733 roku van der Croon został jednogłośnie wybrany przez kapitułę utrechcką na arcybiskupa Utrechtu. Podobnie jak jego poprzednicy zabiegał o uznanie swojej elekcji u papieża Klemensa XII. Zgody nie uzyskał. Pomimo to w 1734 roku został konsekrowany na biskupa czym ściągnął na siebie ekskomunikę late sententiae.
Przez cały swój krótki pontyfikat prowadził starania o uznanie swojego tytułu w Stolicy Apostolskiej. Prowadził korespondencję z biskupami rzymskokatolickimi, którzy zarzucali mu niegodność święceń i uzurpację urzędu arcybiskupa Utrechtu.
Namawiany przez kapitułę do ustanowienia nowych biskupów Kościoła Utrechtu zwlekał z ich mianowaniem i konsekracją oczekując zgody papieża.